# Leioproctus chalcurus
Leioproctus chalcurus är en biart som först beskrevs av Cockerell 1921.  Leioproctus chalcurus ingår i släktet Leioproctus och familjen korttungebin. Inga underarter finns listade i Catalogue of Life.